# Hugo Lundevall
Knut Hugo Valfrid Lundevall (Estuna, 7 dicembre 1892 – Stoccolma, 16 gennaio 1949) è stato un nuotatore svedese, specializzato nello stile dorso.

## Biografia
La sua squadra di club fu il Simklubben Neptun di Stoccolma.
Rappresentò la Svezia ai Giochi olimpici estivi di Stoccolma 1912, dove è stato eliminato nella seconda batteria nei 100 m dorso.